# 4188 Kitezh
4188 Kitezh је астероид главног астероидног појаса чија средња удаљеност од Сунца износи 2,335 астрономских јединица (АЈ).
Апсолутна магнитуда астероида је 12,7.